# Gabriel de Broglie

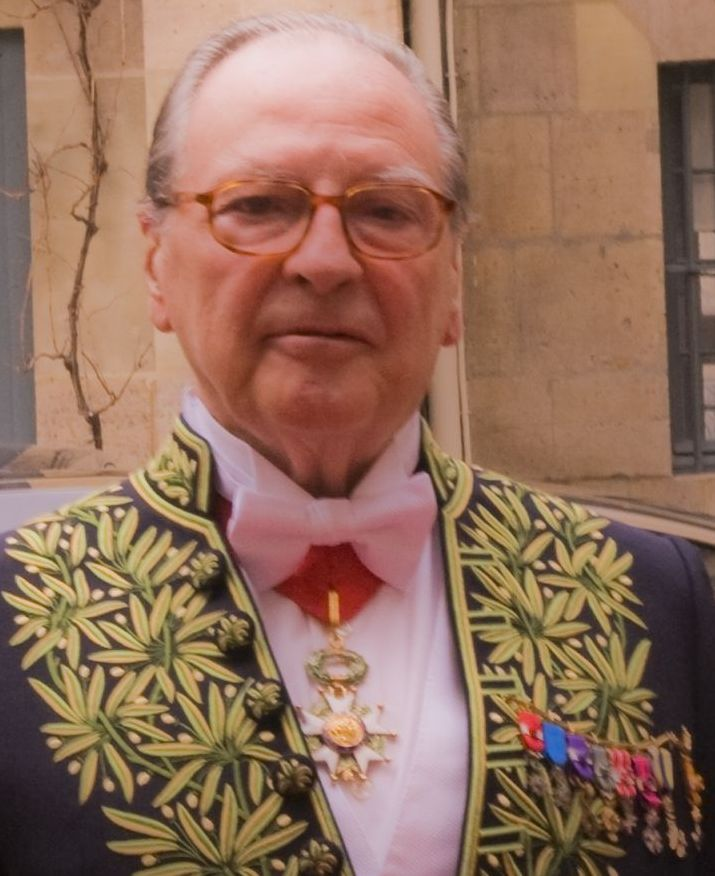
Gabriel de Broglie (2010)

Gabriel Marie Joseph Anselme de Broglie (* 21. April 1931 in Versailles, Département Seine-et-Oise; † 8. Januar 2025 in Paris) war ein französischer Staatsbeamter, Historiker und Rundfunkfunktionär.

## Leben
Gabriel de Broglie stammte aus der Familie der früheren Herzöge von Broglie. Er absolvierte seine Schulzeit an einer Schule der Oratorier von Pontoise. Danach studierte er am Institut d’études politiques de Paris (Sciences Po) und der École nationale d’administration in Paris, die er 1960 im Jahrgang „Alexis de Tocqueville“ abschloss. Im Anschluss wurde er als auditeur beim Conseil d’État in den Staatsdienst übernommen, 1967 stieg er zum maître des requêtes und 1985 zum conseiller d’État auf, war also einer der höchstrangigen Beamten beim französischen Staatsrat.
Bereits 1953 heiratete de Broglie in Paris Diane Yda de Bryas-Desmier d’Archiac und hatte mit ihr zwei Kinder. Ihr Sohn Charles-Édouard heiratete später eine Enkelin des Schriftstellers Jean de La Varende und ihre Tochter Priscilla wurde die Ehefrau von Comte Édouard de Pradel de Lamaze.
Von seiner ursprünglichen Tätigkeit im Staatsrat ließ sich de Broglie wiederholt als Ratgeber in die Leitungsstäbe verschiedener Minister abordnen: so zum Kulturminister André Malraux (1962–1966), zu den Sozialministern Jean-Marcel Jeanneney (1966–1968) und Maurice Schumann (1968), zum Premierminister Maurice Couve de Murville (1968–1969) sowie zu den Kulturministern Edmond Michelet (1970) und André Bettencourt (1971). Achtzehn Jahre lang hatte de Broglie Leitungspositionen bei mehreren Rundfunkanstalten bzw. Medienaufsichtsbehörden inne: stellvertretender Generaldirektor des ORTF (1971–1974), nach dessen Auflösung erster Generaldirektor von Radio France (1975–1979), Präsident des Institut national de l’audiovisuel (1979–1981). Auf Vorschlag des Senatspräsidenten Alain Poher war de Broglie von 1982 bis 1986 eines der neun Mitglieder der Haute Autorité de la communication audiovisuelle (HACA). Diese wurde nach dem Regierungswechsel 1986 durch die Commission nationale de la communication et des libertés (CNCL) abgelöst, deren Präsident de Broglie anschließend bis 1989 war.
Als Historiker publizierte er zur Geschichte des Orleanismus und des 19. sowie 20. Jahrhunderts in Frankreich. Außerdem engagierte er sich in Gremien zur Verteidigung und Pflege der französischen Sprache. 1997 nahm ihn die Académie des sciences morales et politiques als Mitglied auf und 2001 berief ihn die Académie française als Nachfolger des verstorbenen Schriftstellers und Politikers Alain Peyrefitte (Fauteuil 11). Von 2006 bis 2017 war er Kanzler des Institut de France.
Gabriel de Broglie starb am 8. Januar 2025 im Alter von 93 Jahren in Paris.

## Ehrungen
- 1979: Großes Silbernes Ehrenzeichen für Verdienste um die Republik Österreich[4]
- 2006: Großoffizier des Sterns von Rumänien
- 2008: Komtur des Phönix-Orden[5]
- Großkomtur der Ehrenlegion
- Chevalier des Ordre national du Mérite
- Kommandeur des Ordre des Arts et des Lettres

## Schriften (Auswahl)
- Le Général de Valence. L’insouciance et la gloire 1757–1822. Perrin, Paris 1972, ISBN 2-262-02008-6.
- Madame de Genlis. Perrin, Paris 1985, ISBN 2-262-01840-5 (ausgezeichnet mit dem Grand Prix Gobert der Académie française).
- Guizot. Perrin, Paris 1990, ISBN 2-262-01853-7 (ausgezeichnet mit dem „Prix des Ambassadeurs“).
- XIXe siècle. L’éclat et le déclin de la France. Perrin, Paris 1995, ISBN 2-262-00910-4.
- Mac Mahon. Perrin, Paris 2000, ISBN 2-262-01143-5.
- Le Droit d’auteur et l’Internet. Presses Universitaires de France (PUF), Paris 2001, ISBN 2-13-051468-5.